# Kill for Satan
Kill for Satan är det norska black metal-bandet Tsjuders debutalbum, utgivet 2000 av skivbolaget Drakkar Productions.

## Låtlista
1. "The Daemon Gate" – 3:37
2. "Necromancy" – 2:55
3. "The Lord of Terror" – 4:39
4. "Raping Christianity" – 2:32
5. "Dying Spirits" – 4:20
6. "Unleashed" (instrumental) – 2:19
7. "Kill for Satan (The King's Birth)" – 4:54
8. "Sodomizing the Lamb (The King's Conquering)" – 2:39
9. "Beyond the Grave (The King's Reign)" – 3:54

- Text och musik: Nag (spår 1, 4), Draugluin (spår 2, 3), Trygve (spår 5), Diabolus Mort (spår 7–9)

## Medverkande
Musiker (Tsjuder-medlemmar)
- Nag (Jan-Erik Romøren) – sång, basgitarr
- Arak Draconiiz – gitarr
- Draugluin (Halvor Storrøsten) – gitarr
- Anti-Christian (Christian Håpnes Svendsen) – trummor

Bidragande musiker
- Trygve – sångtext, musik
- Diabolus Mort – sångtexter, musik

Produktion
- Jonas F. Pedersen – producent
- Tsjuder – producent
- Ođinn of Elite/Mines Brønn – omslagskonst
- Christophe Szpajdel – logo